# Baseball

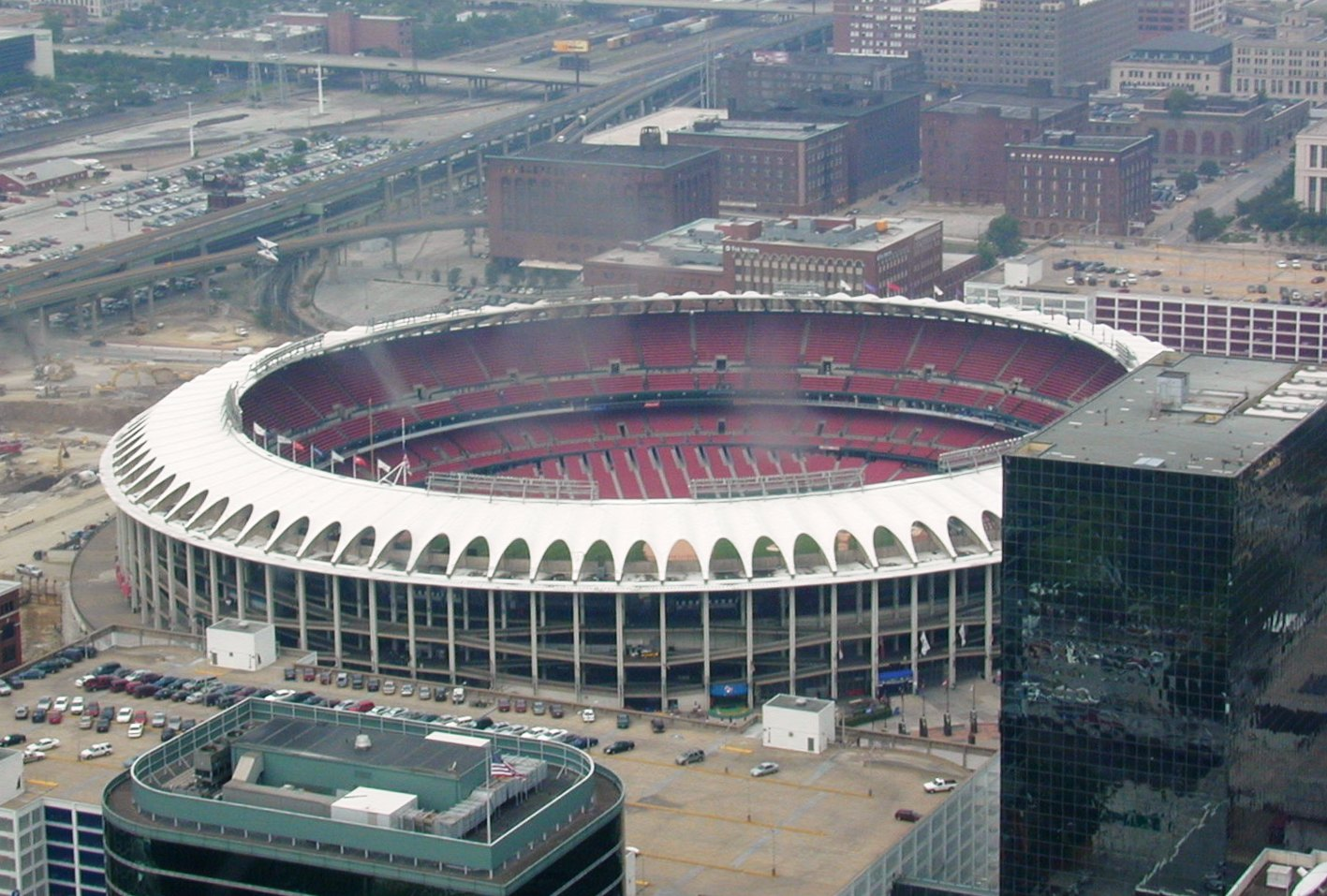
Vedere a unui teren de joc, Busch Stadium în St. Louis, Missouri.

Baseball este un joc sportiv de echipă, in top 10 mondial în ceea ce privește numărul de sportivi. Baseballul se aseamănă în unele privințe cu multe alte sporturi cu mingea și care folosesc bastonul, cum sunt cricketul, „rounders” sau „pesapallo”, jucate în diferite regiuni ale lumii.
O minge cam de mărimea unei mingi de tenis este aruncată de un jucător defensiv numit "pitcher" către un prinzător (engleză:catcher) iar un jucător ofensiv batter încearcă să o lovească cu o bâtă rotundă, netedă, numită bat înainte ca prinzătorul să o poată prinde. Mingea se numește și ea tot baseball. Scorul se realizează de către batter care fuge și atinge o serie de patru semne situate pe sol, numite baze. În engleză, baseball mai este uneori numit hardball pentru a-l diferenția de softball, cu care este înrudit îndeaproape, și de alte jocuri similare.
Baseball-ul este popular pe continentul american și în Asia de est. În Japonia, Puerto Rico, Republica Dominicană, Cuba, Venezuela, Panama, Coreea de Sud, Taiwan și în alte câteva țări și regiuni, este unul dintre cele mai populare sporturi. În Statele Unite ale Americii, baseball-ul a fost mult timp privit, neoficial, ca distracția națională; totalul spectatorilor la jocurile din Liga de baseball fiind aproximativ egal cu cel al tuturor sporturilor profesioniste de echipe, luate la un loc. Totuși, în rândul telespectatorilor americani, baseball-ul a fost depășit ca popularitate (la audiență tv) de fotbalul american și de cursele automobilistice.

## Istoric
Coloniștii englezi au adus jocul în Lumea Nouă unde a purtat mai multe denumiri printre care „town ball”, sau „Massachusetts game”. Prima mențiune a termenului baseball este din anul 1744 în Anglia, într-o descriere în care apăreau un grup de băieți ce-l jucau.

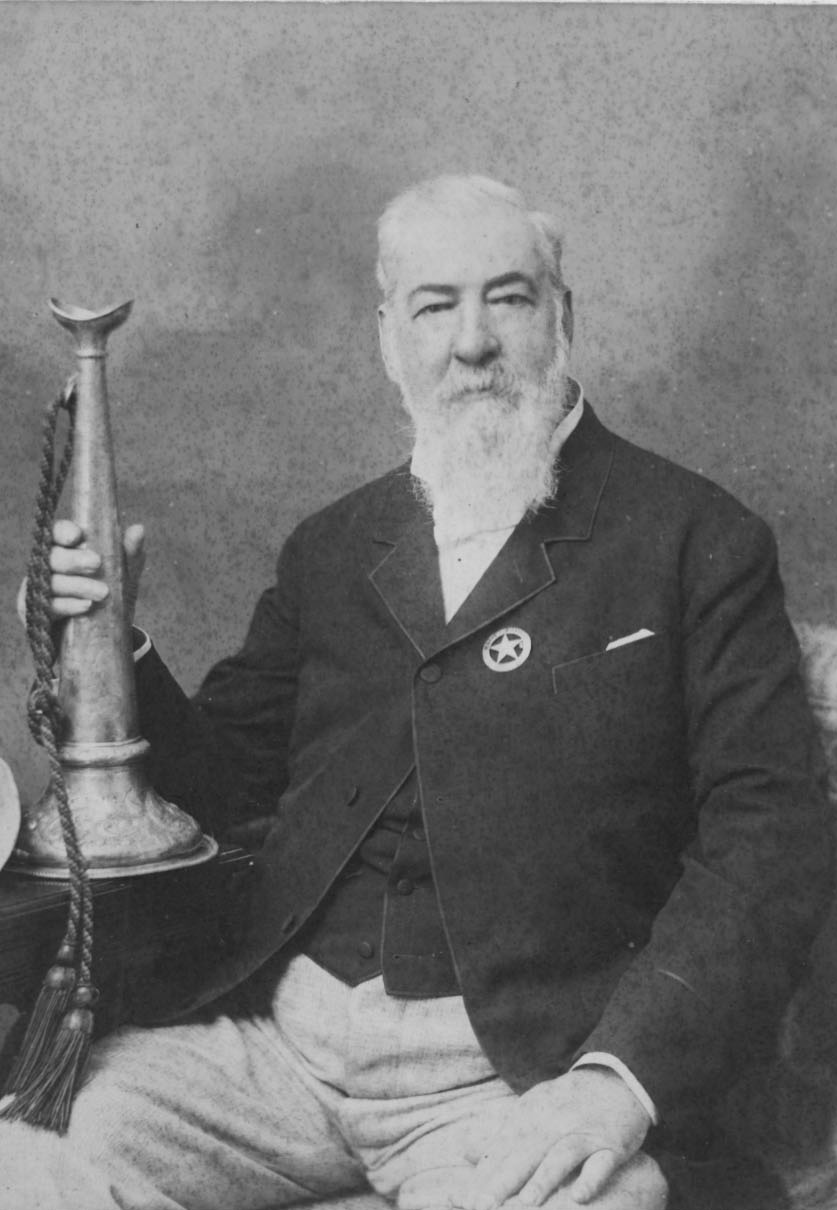
Alexander Cartwright, părinte al baseball-ului modern

O primă listă a regulilor oficiale de joc a fost publicată de către Alexander Cartwright în 1845, care a început să organizeze jocul pentru a deveni un sport. Aceste reguli deși au fost modernizate, sunt în principiu, aceleași și în prezent.
Cartwright a înființat „Knickerbocker Base Ball Club of New York” în 1845, primul club exclusiv pentru baseball, iar primul joc desfășurat după noile reguli, a avut loc în Hoboken, New Jersey, anul următor, partidă în care echipa New York Nine a învins echipa celor de la Knickerbocker Club cu scorul de 23-1 în patru reprize.
În 1869 Cincinnati Red Stockings devine prima echipă profesionistă de baseball. Au urmat la scurt timp și altele, ducând la formarea National League (NL) în 1876. American League (AL) a luat ființă în 1900 și a început o a doua competiție Major League Baseball în 1901. În 1903 câștigătorii celor două competiții Boston Red Sox respectiv Pittsburg Pirates, s-au întâlnit să dispute un set de șapte jocuri pentru a determina un unic câștigător.
În secolul al XX-lea, baseball-ul s-a modernizat considerabil, devenind dintr-un sport mai mult defensiv, unul din ce în ce mai ofensiv, scopul jucătorilor fiind de a lovi mingea cu cât mai multă putere.
Deși este un sport specific american, el a devenit popular și în alte țări. Încă din anii 1920 și 1930, au apărut ligi de baseball profesioniste în foarte multe țări din Europa, Asia sau Africa.
Federația Internațională de Baseball a luat ființă în anul 1938, și până în 2004, Federația număra nu mai puțin de 112 state membre.
Baseball-ul și-a făcut debutul oficial la Jocurile Olimpice de vară în 1992, la Barcelona.

## Regulament

Un teren de baseball

Normele jocului de baseball diferă ușor de la o ligă la alta, dar, în general sunt aceleași reguli de bază. Baseball-ul este jucat între două echipe a nouă jucători fiecare pe un teren de baseball, sub autoritatea unuia sau mai multor oficiali, numiți arbitri. De obicei sunt patru arbitri la jocurile din campionatele importante nord-americane, dar pot fi și șase arbitri în funcție de ligă și de importanța jocului. Așa cum se vede în figura alăturată există patru baze. Numerotate în sens invers acelor de ceasornic, prima, a doua și a treia bază sunt perne (uneori numite saci) în formă de pătrate cu latura de 38 cm (15 in), care se află la mică înălțime deasupra solului; împreună cu a patra bază (home plate) formează un pătrat cu laturile de 27.4 m (90 picioare), numit diamant. A patra bază (home base, eng.) este o dală pentagonală de cauciuc cunoscută ca home plate. Terenul este împărțit în două mari zone: terenul interior (infield, eng.) conține cele patru baze, iar dincolo de cele două laturi adiacente ale „diamantului” se găsește terenul exterior (outfield, eng.).

## Baseball în România
În 1990, s-a înființat Federația Română de Baseball și Softball, chiar în primele luni de dupa Revoluție. Baseballul s-a dezvoltat în zone diverse din țară, atât în mediul urban (București, în special) dar și în zone mic urbane și rurale. Există deja cluburi de tradiție în orașe precum Alexandria, Călărași, Botoșani sau Roman. În prezent, peste 20 de cluburi există în România, cu peste 820 de sportivi înregistrați oficial. În ultimii ani, peste 6000 de tineri au fost implicați în acest sport. 
Principalele repere în timp:
1990 - afiliere internațională a Federației la IBAF și CEB (federația internațională de baseball și, respectiv, confederația europeană de baseball)
1992 - afiliere internațională la IFS și EFS (structurile mondială și europeană de softball)
1992 - prima participare internațională: locul 4 la Campionatul European de cadeți, din Angen, Franța
1995 - primele medalii - argint la juniori, la Campionatele Europene, Praga, Cehia
1999 - medalii de bronz pentru cadeți, la Campionatele Europene, Ostrava, Cehia
2017 - primul festival Jackie Robinson în România, cu prezența unor vedete din Major League Baseball (Scott Erickson, Latroy Hawkins și Marlon Anderson) și a fiicei celebrului sportiv american Jackie Robinson (Sharon Robinson)

### Echipe de baseball din România
- Clubul Sportul Studențesc
- Clubul Sportiv Giants Năsăud
- Clubul Sportiv de Baseball și Softball Mureș
- Clubul Sportiv Comunitar “Prima Prundeni"
- Clubul Sportiv Ishido Botoșani
- Clubul Sportiv Școlar Col.Gib Mihăescu Drăgășani
- Clubul Sportiv Municipal Vatra Dornei
- Clubul Sportiv Liviu Buhăianu Frasin
- Clubul Sportiv Royals IGB Suceava
- Clubul Sportiv Școlar Târgu Neamț
- Clubul Sportiv Viitorul Săbăoani
- Liceul cu Program Sportiv - Clubul Sportiv Școlar Roman
- Clubul Sportiv Nord Star Năsăud
- Clubul Sportiv CFR Iași
- Clubul Sportiv Biruința Gherăești
- Clubul Sportiv Biruința Gherăești
- Clubul Sportiv Dinamo București
- Clubul Sportiv Frontiera Tomis Constanța
- Clubul Sportiv Sportul Studențesc
- Clubul Sportiv Școlar "Brașovia" Brașov
- Clubul Sportiv Școlar Alexandria
- Clubul Sportiv Leaders Călărași
- Club Sportiv Eagles Cluj
- Clubul Sportiv Școlar Călărași
- Clubul Sportiv Angels București
- Clubul Sportiv Scolar nr.6 Bucuresti